# Ngày của Lập trình viên
Ngày của Lập trình viên (tiếng Nga: День программиста) là một ngày kỷ niệm nghề nghiệp ở Nga, được tổ chức vào ngày thứ 256 (thập lục phân 100, hoặc 28) của mỗi năm (Ngày 13 tháng 9 trong các năm thường và Ngày 12 tháng 9 trong các năm nhuận). Nó chính thức được công nhận ở Nga.
Số 256 (28) đã được chọn bởi vì nó là số có giá trị khác biệt mà có thể đại diện cho một byte-8 bit, một giá trị được biết đến với các lập trình viên. 256 cũng là lũy thừa cao nhất của 2 mà ít hơn 365, số ngày trong một năm thường.

## Chính thức công nhận
Vào ngày 24 tháng 7, năm 2009, Bộ Viễn thông và Truyền thông đại chúng (Nga) ban hành một bản thảo của một sắc lệnh yêu cầu một kỳ nghỉ mới, Ngày của Lập trình viên.
Vào ngày 11 tháng 9, năm 2009, Tổng thống của liên bang Nga Dmitry Medvedev đã ký sắc lệnh công nhận là ngày lễ quốc gia.